# フランシスカ・サバサ・イ・ガルシアの肖像
『フランシスカ・サバサ・イ・ガルシアの肖像』（フランシスカ・サバサ・イ・ガルシアのしょうぞう、西: Retrato de Francisca Sabasa y García, 英: Portrait of Francisca Sabasa y García）は、スペインのロマン主義の巨匠フランシスコ・デ・ゴヤが1806年から1811年に制作した肖像画である。油彩。スペインの政治家エバリスト・ペレス・デ・カストロの姪フランシスカ・サバサ・イ・ガルシア（Francisca Sabasa y García）を描いている。ゴヤは彼女の叔父の肖像画を制作しているときに彼女を見てその美しさに打たれ、肖像画の制作を申し出たという逸話が残されている。アメリカ合衆国財務長官を務めたアンドリュー・メロンが所有し、現在はワシントンD.C.のナショナル・ギャラリー・オブ・アートに所蔵されている。

## 人物
フランシスカ・サバサ・イ・ガルシアことマリア・ガルシア・ペレス・デ・カストロ（Maria Garcia Pérez de Castro）は、1790年に裕福なホセ・ホアキン・ガルシア・ノリエガ（José Joaquín Garcia Noriega）とその妻ニカシア・ペレス・デ・カストロ（Nicasia Pérez de Castro）の娘としてマドリードに生まれた。1820年にフアン・ペニュエラス（Juan Peñuelas, 1790年-1850年）と結婚。夫ペニュエラスは広大な土地を所有しており、その土地から多くの収入を得ていた。夫はまたイザベル・ラ・カトリカ勲章とカルロス3世勲章を授与された。彼女は叔父にあたる政治家エバリスト・ペレス・デ・カストロと親しい間柄であったらしく、ペレスは死去する前にサバサを遺言執行者に指名していた。彼女の正確な没年は不明。

## 作品

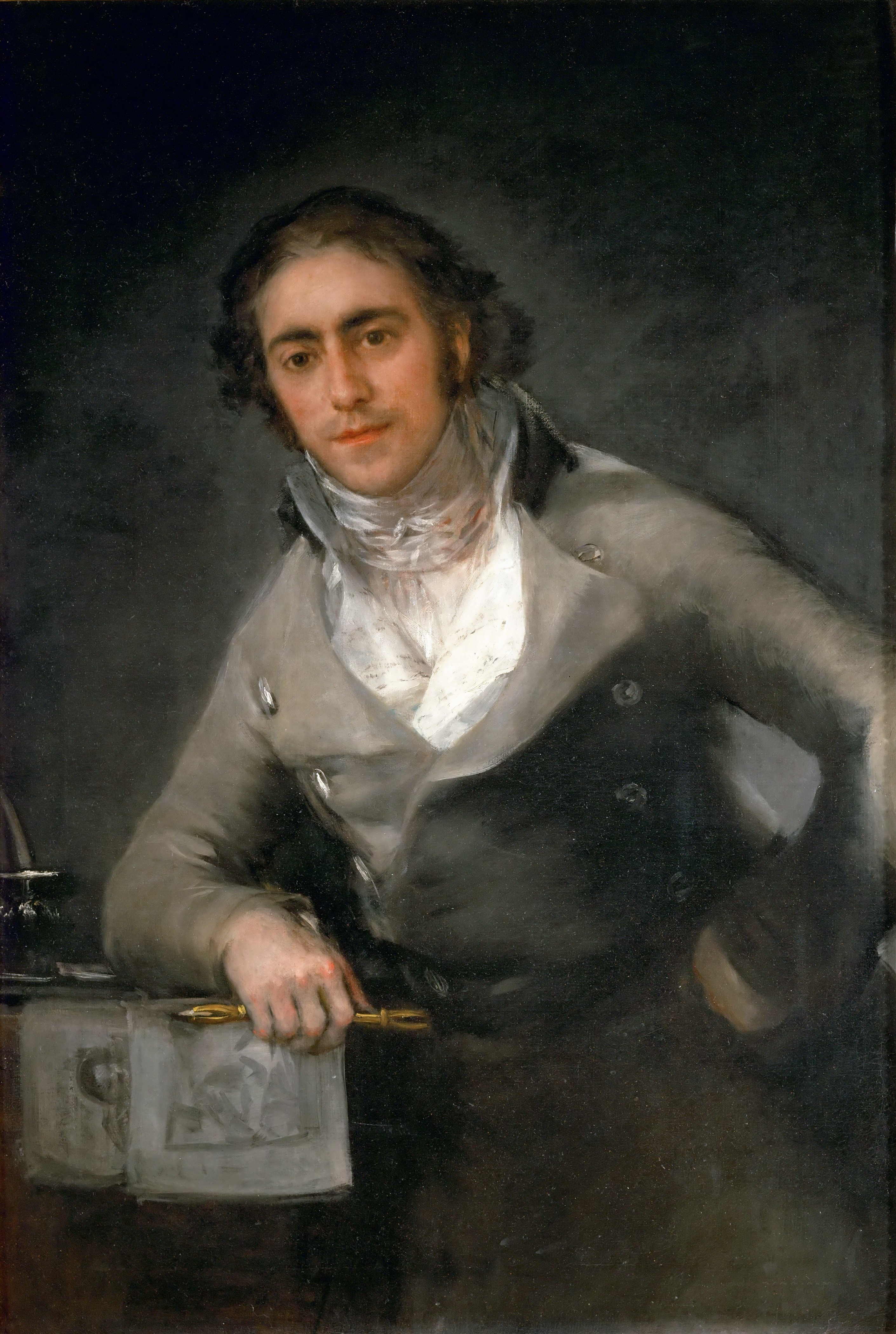
ゴヤの『エバリスト・ペレス・デ・カストロの肖像』。1806年頃。ルーヴル美術館所蔵。

黒い背景の前で唇を閉じて肩越しに鑑賞者の方をまっすぐに見つめるフランシスカ・サバサ・イ・ガルシアが描かれている。彼女はまだ若く、白い肌は滑らかで、まっすぐな鼻筋と暗褐色の瞳を持ち、額にかかる茶色の巻き毛をマンティーリャと呼ばれる白いレースのスカーフで覆っている。そして肩にかかった白いマンティーリャの上から黒い縞模様のある幅広のオレンジ色のショールを巻いている。両手を身体の前で握り、優雅な白い手袋で腕を覆っている。社会階級を示す要素を省略したニュートラルな背景に人物を描いた点は、19世紀初頭のゴヤの肖像画の特徴と一致している。この時期のゴヤは肖像画を強烈な心理洞察として扱った。サバサの真剣さは鑑賞者を見つめる大きな瞳の効果を高め、ロマン主義文学に繰り返し登場するテーマである、若い女性の美しさ、純粋さ、人生に対する強い意識から生じる予期せぬ力や魅力を呼び起こしている。
ゴヤの率直でシンプルな描写は即時性の感覚を生み出している。本作品を以前の肖像画と比較すると、サバサの衣装の描写ははるかに印象派的である。サバサの顔と髪の細く繊細な筆遣いとは対照的に、マンティーリャを闊達な筆遣いで不要な細部を省略して描き、薄い質感をほのめかせるにとどめている。暗い背景によって明るい色のショールをまとった半身像を鮮やかに浮かび上がらせ、ショールに厚く荒く塗られた絵具と、透明なスカーフに塗られた大胆な白いハイライトで、滑らかなタッチで塗られた顔の絵具を際立たせている。
この肖像画のモデルは美術史家フアン・アジェンデ＝サラザール（Juan Allende-Salazar）によって特定された。この主張はモデルの身元を証明する史料がないためトマス・ハリス（Tomás Harris）とホセ・カモン＝アスナール（Jose Camon-Aznar）によって疑問視されているものの、大部分の研究者によって受け入れられている。その後、ホセ・バルベルデ・マドリード（José Valverde Madrid）の研究によってフランシスカ・サバサ・イ・ガルシアの生涯が知られるようになった。
アジェンデ＝サラザールによると、ゴヤはペレスの邸宅で公式の肖像画を制作していたとき、ペレスの邸宅に現れたサバサを見てその美しさに打たれた。ゴヤは叔父の肖像画の制作を中断し、彼女の肖像画を描かせてほしいと申し出たという。この逸話が真実であるかどうかはともかく、ペレスとのつながりからサバサの肖像画を制作する機会が生まれたことは確かなようである。
バルベルデ・マドリードは彼女が宝飾品を身に着けておらず、ゴヤが社会的地位への言及を避けていることに注目し、婚前に制作されたものであると示唆している。

## 来歴
サバサは肖像画を所有し続け、彼女の死後に名づけの娘マリアナ・ガルシア・ソレル（Mariana García Soler）に相続された。彼女の夫のソタ医師（Dr. Sota）はこれをホセ・ホアキン・エレロ（José Joaquín Herrero）に売却した。その後、肖像画はベルリンに渡り、ジェームズ・シモン（James Simon）博士、パーレン伯爵（Graf Paalen）、ハインリッヒ・スカルツ（Heinrich Skalrz）が所有したのち、1923年にニューヨークの美術商デュビーン・ブラザーズ（Duveen Brothers）によって購入された。1930年2月21日、アンドリュー・メロンは肖像画を購入し、1934年12月28日にピッツバーグのアンドリュー・メロン教育慈善信託（Andrew. W. Mellon Educational and Charitable Trust）に譲渡。1937年にナショナル・ギャラリー・オブ・アートに収蔵された。

## ギャラリー
本作品の特徴と一致する肖像画

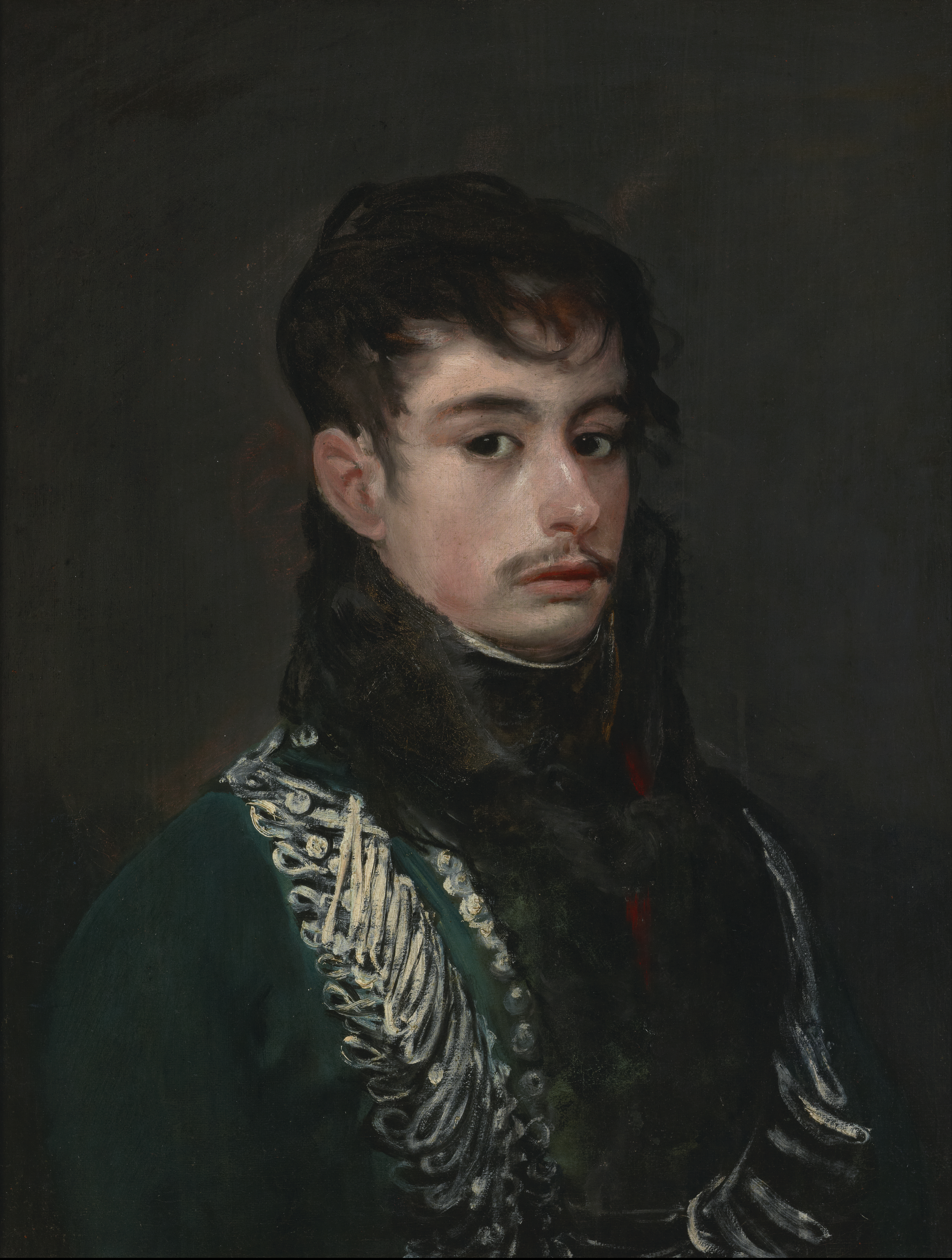
『エウヘニオ・エウラリオ・パラフォックス・ポルトカレーロの肖像』1804年頃 フリック・コレクション所蔵
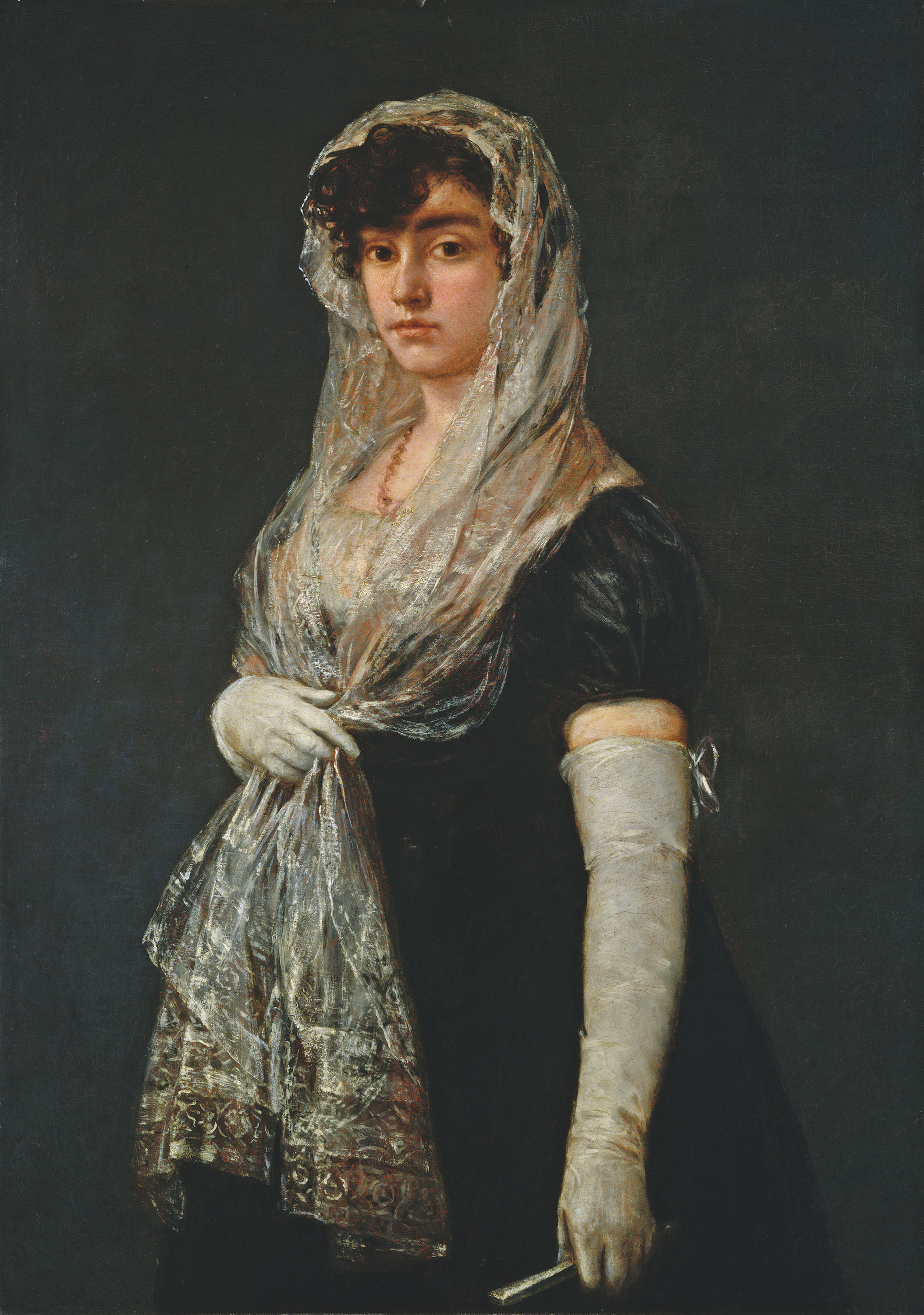
『マンティーリャとバスキーナを着た若い女性』1800年-1805年頃 ナショナル・ギャラリー・オブ・アート所蔵